# Закон на Дарси
Законът на Дарси е основният закон на филтрацията и изразява връзката между разхода на филтрационния поток и енергийните загуби, изразени чрез намаляване на напора. За първи път връзката е направена от французина Анри Дарси (Henry Darcy) при опити във връзка с водоснабдяването на град Дижон. Множеството опити са показали, че водното количество {\displaystyle Q} (обемът вода, който преминава за единица време през дадено напречно сечение) е правопропорционално на напречното сечение {\displaystyle F}, през което минава водата и на напорния градиент {\displaystyle I={\frac {\Delta H}{l}}}.
{\displaystyle Q=kFI={\frac {kF\Delta H}{l}}}
където:
- {\displaystyle k} – коефициент на филтрация,
- {\displaystyle l} – път на филтрацията,
- {\displaystyle \Delta H} – разлика в напорите (нивата) в двата края на пробата.

Ако заместим {\displaystyle {\frac {Q}{F}}=v}, където {\displaystyle v} е скоростта на филтрация получаваме {\displaystyle v=kI}.
Иначе казано, законът на Дарси изразява линейната връзка между скоростта на филтрация и напорния градиент.